# Abrahamia thouvenotii
Abrahamia thouvenotii là một loài thực vật có hoa trong họ Đào lộn hột. Loài này được (Lecomte) Randrianasolo & Lowry mô tả khoa học đầu tiên.